# Весёлый Кут (Березнеговатский район)
Весёлый Кут (укр. Веселий Кут) — село в Березнеговатском районе Николаевской области Украины.
Основано в 1795 году. Население по переписи 2001 года составляло 150 человек. Почтовый индекс — 56250. Телефонный код — 5168. Занимает площадь 0,319 км².

## Местный совет
56250, Николаевская обл., Березнеговатский р-н, с. Любомировка, ул. Шевченка, 65